# Гринспун, Джимми
Джимми Гринспун (англ. Jimmy Greenspoon; 7 февраля 1948 — 11 марта 2015) — американский клавишник, наиболее известный как участник группы Three Dog Night.

## Биография
Мать Гринспуна была актрисой немого кино. Она снималась вместе такими звёздами как Бастер Китон и Чарли Чаплин. Его отец был успешным бизнесменом и владел текстильной фабрикой. Семья жила в Беверли-Хиллз, штат Калифорния, где Джимми пошёл учиться в среднюю школу.
В 1960 году Джимми Гринспун играл в нескольких местных группах, одной из которых была The New Dimensions. В 1968 году он познакомился с вокальным трио, состоявшем из Денни Хаттона, Чака Негрона и Кори Уэллса, которые имели контракт с лейблом Dunhill Records и искали аккомпонимирующих музыкантов. Гринспун присоединился к их новой группе Three Dog Night, которая имела коммерческий успех в конце 1960-х — начале 1970-х гг. В том же году он принял участие в записи альбома поэта-песенника и продюсера Кима Фоули, — Outrageous.
В начале 1980-х гг. он поспособствовал воссоединению Three Dog Night и играл с ней вплоть до 2014 года. В 1991 году Гринспун стал соавтором книги Марка Бего «One Is the Loneliest Number: On the Road and Behind the Scenes With the Legendary Rock Band Three Dog Night».
В 2000 году на Аллее звёзд, в Палм-Спрингс, Калифорния появилась Золотая звезда, посвящённая ему.
В 2014 году у Джимми диагностировали опухоль мозга, в результате чего музыкант был вынужден прекратить гастроли с Three Dog Night. Скончался от рака 11 марта 2015 года, в округе Монтгомери, штат Мэриленд. Ему было 67 лет.